# Monument aux morts de Cannes
Le monument aux morts est situé à Cannes, sur la route du bord de mer, au niveau des allées de la Liberté et de la promenade de la Pantiero, face à l'hôtel de ville, dans le quartier Centre-ville - Croisette.

## Historique
Le sculpteur Albert Cheuret a réalisé ce monument aux morts rendant hommage aux combattants morts pour la France. Il a été inauguré le 11 novembre 1927.
Ce monument aux morts est inscrit au titre des monuments historiques le 22 février 2010.

## Description
Le monument est composé d'un haut piédestal octogonal en pierre dure surmonté d'un groupe en bronze constitué de quatre soldats, un aviateur, deux fantassins et un marin portant sur un bouclier une Victoire ailée ayant dans une main une couronne de laurier et dans l'autre un rameau d'olivier.
Sur chacun des côtés du piédestal ont été posées des plaques en bronze avec les noms des soldats morts.